# Quincinetto
Quincinetto (en français Quisnet) est une commune de la ville métropolitaine de Turin, dans le Piémont, en Italie.

## Administration
| Période                                  | Période  | Identité               | Étiquette | Qualité |
| ---------------------------------------- | -------- | ---------------------- | --------- | ------- |
| 14 juin 2004                             | En cours | Fabrizio Ivano Bernabè |           |         |
| Les données manquantes sont à compléter. |          |                        |           |         |

### Communes limitrophes
Donnas, Carema, Settimo Vittone, Tavagnasco, Traversella, Traversella, Trausella, Vico Canavese.

### Jumelages
- Marnaz (France) depuis 1996.